# Ángel Haro
Ángel Haro García (Villaverde del Río, Sevilla, 1974) es un ingeniero y empresario español, presidente del club de fútbol sevillano Real Betis Balompié.

## Biografía

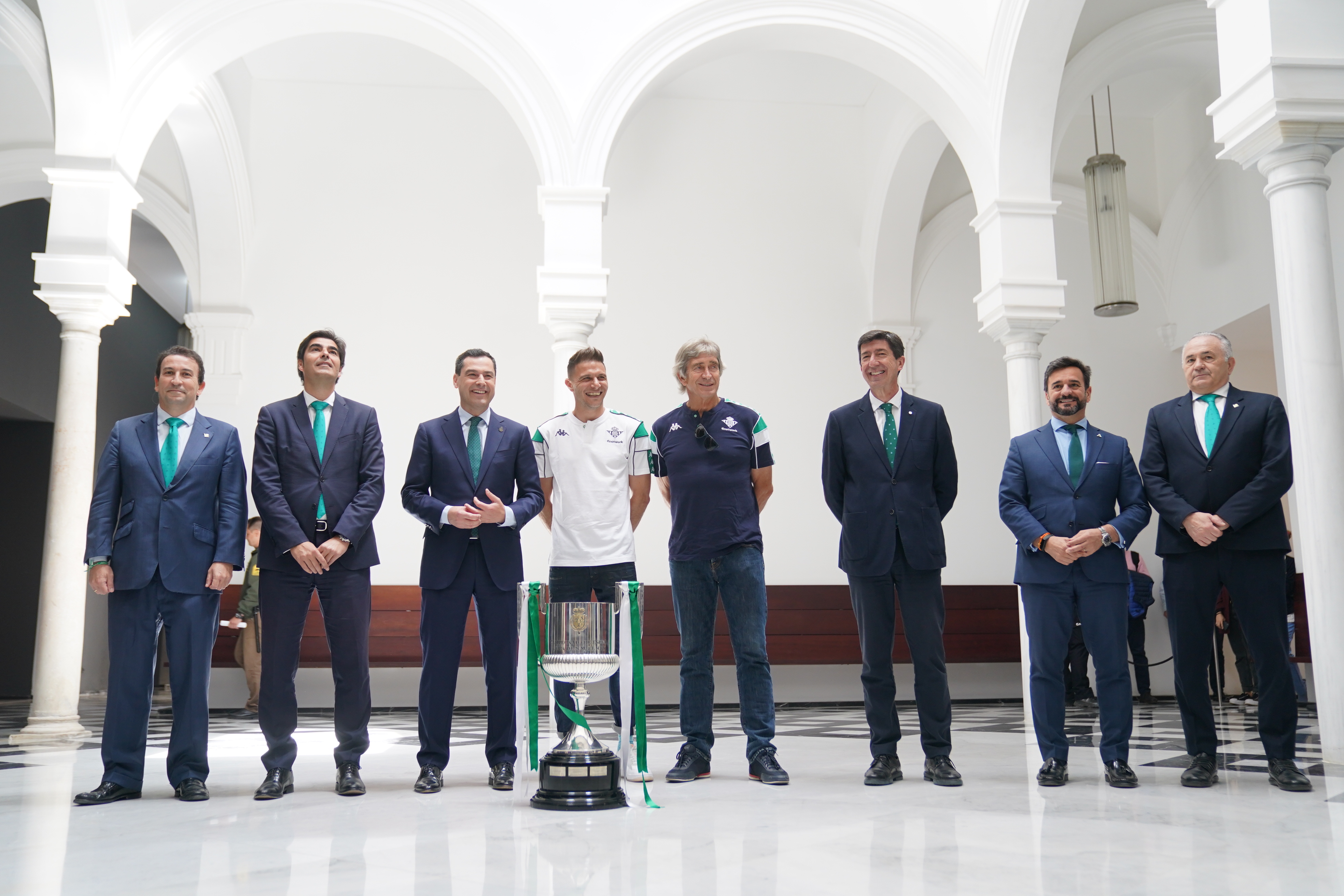
Recepción al equipo y directiva del Real Betis en el palacio de San Telmo por la consecución del título de campeón de la Copa del Rey en 2022.

Ángel Haro García es Master of Science por la Universidad de Swansea y presidente del holding empresarial Wingenia, empresa que a través de sus participadas (Tentusol, Prodiel, Energía Plus, ITVP…) realiza actividades en el ámbito de las energías renovables, instalaciones eléctricas, comercialización de energía, inspección técnica de vehículos y áreas afines. 

### Presidencia del Real Betis Balompié
En mayo de 2024 controlaba, a través de la sociedad Touzi SL, una participación del 11,22% del capital del Real Betis Balompié S.A. que le hacen ser el máximo accionista de la entidad junto a José Miguel López Catalán. Desde febrero de 2016, tras la dimisión de Juan Carlos Ollero, es el 47 presidente del Real Betis Balompié.